# جون هنريك كلارك
جون هنريك كلارك (بالإنجليزية: John Henrik Clarke)‏ هو مؤرخ أمريكي، ولد في 1915 في يونيون سبرينغز في الولايات المتحدة، وتوفي في 16 يوليو 1998 في نيويورك في الولايات المتحدة.

## وصلات خارجية
- جون هنريك كلارك على موقع الموسوعة البريطانية (الإنجليزية)